# Réti lednek
A réti lednek (Lathyrus pratensis) a hüvelyesek (Fabales) rendjébe, ezen belül a pillangósvirágúak (Fabaceae) családjába tartozó faj.

## Előfordulása
A réti lednek csaknem egész Európában előfordul, Skandináviától egészen a Földközi-tenger térségéig. Magyarországon az egyik legközönségesebb lednekfaj. Keserű anyagot tartalmaz, ezért a jószág többnyire kerüli. Afrikában, Marokkótól Etiópiáig fordul elő. Ázsia mérsékelt övében a növény elterjedési területe, Törökországtól Szibéria keleti részéig és Kína középső részéig terjed. Indiában, Nepálban és Pakisztánban is vannak állományai.

## Megjelenése
A réti lednek gyöktörzzsel terjedő tövű, évelő növény. 30–100 centiméter magas, szára szögletes, kopasz vagy rövid, rásimuló szőrrel borított. Levelei párosan szárnyaltak, mindössze 1 pár, többé-kevésbé lándzsa alakú, hegyes levélkével, a levélgerinc kacsban végződik. A levélnyél tövénél ülő pálhák ék vagy lándzsa alakúak, nagyságuk elérheti a levélke méretét. Virágai sárgák, 1–1,5 centiméter hosszúak, 3–12-esével levélhónalji fürtökben nyílnak. A lapos hüvelytermés mintegy 3 centiméter hosszú és 0,5 centiméter széles.

## Életmódja
A réti lednek nyirkos rétek, ligetek, út- és erdőszélek, vízpartok, magas sásos és magas kórós társulások lakója. Leginkább humuszban gazdag vályogtalajokon nő, nitrogénkedvelő. A virágzási ideje júniustól egészen augusztus végéig tart.

## Képek

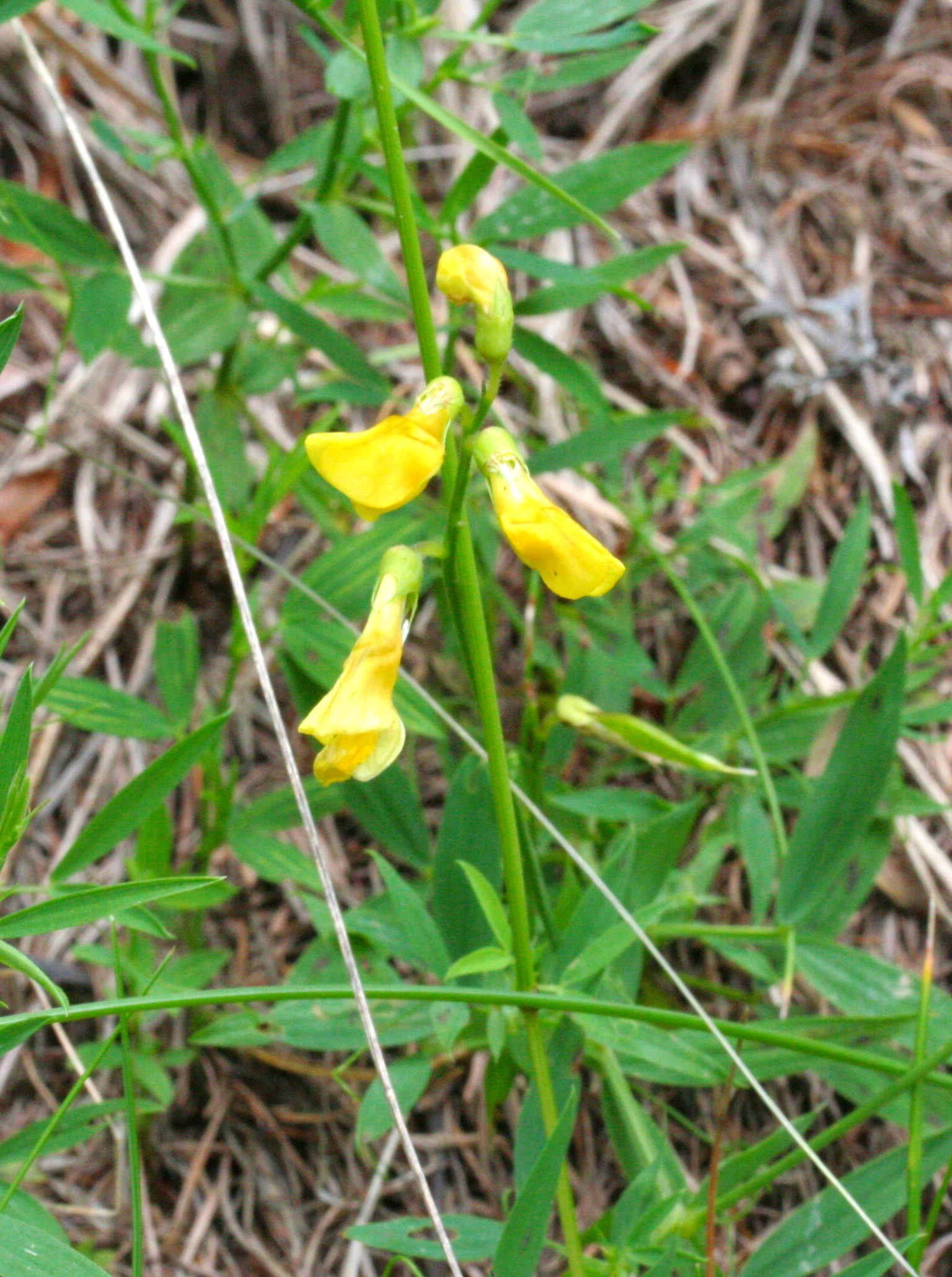
A növény
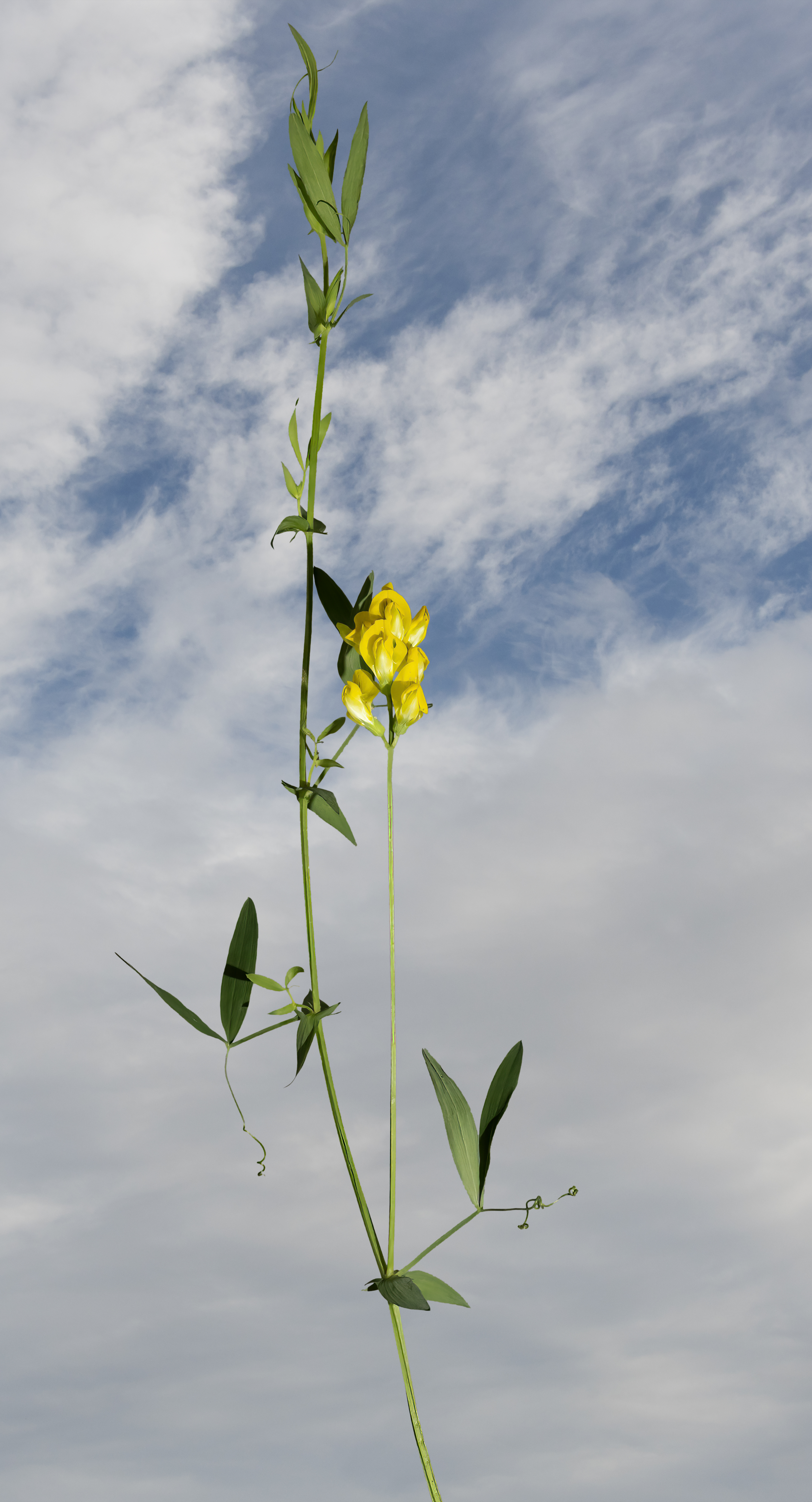
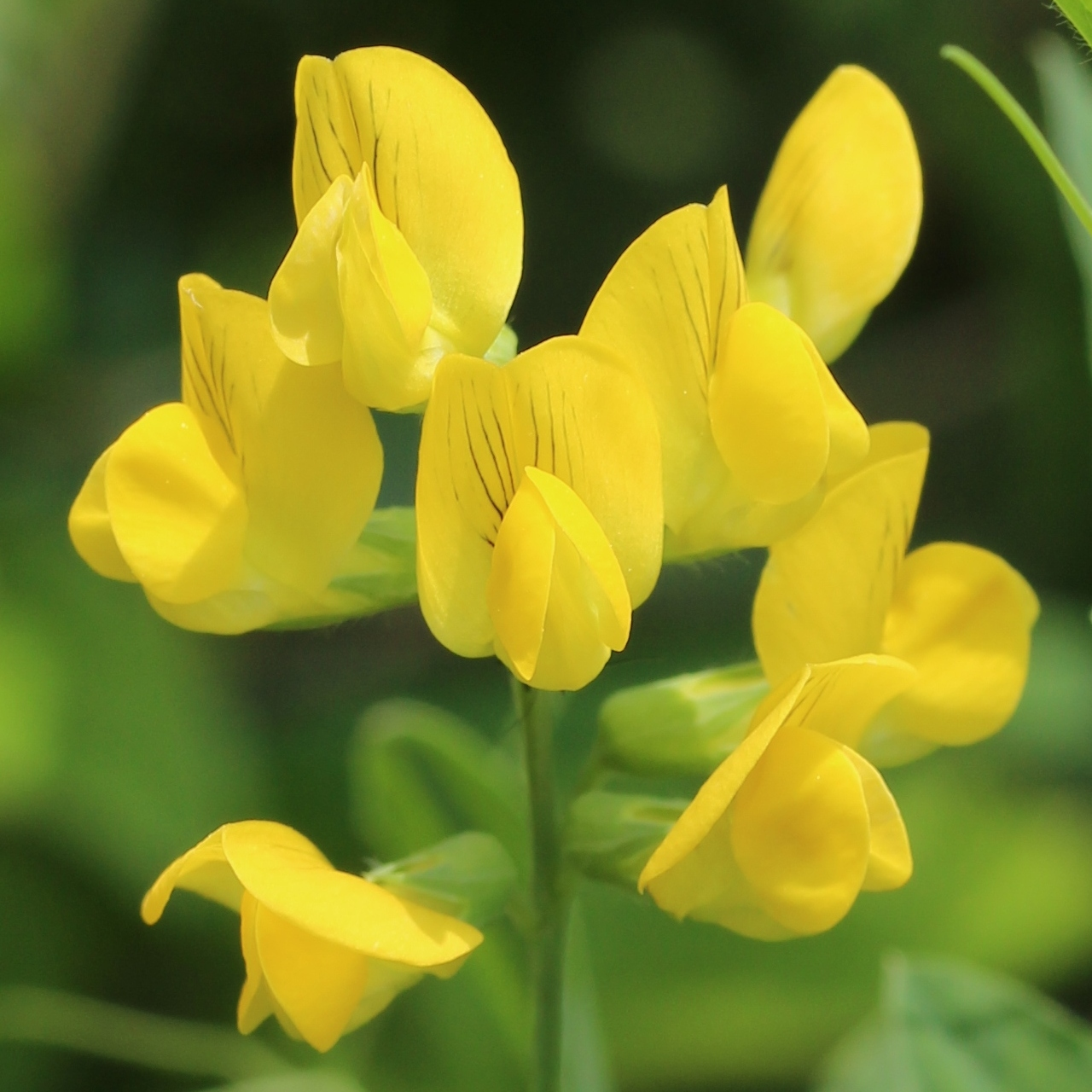
Virágai
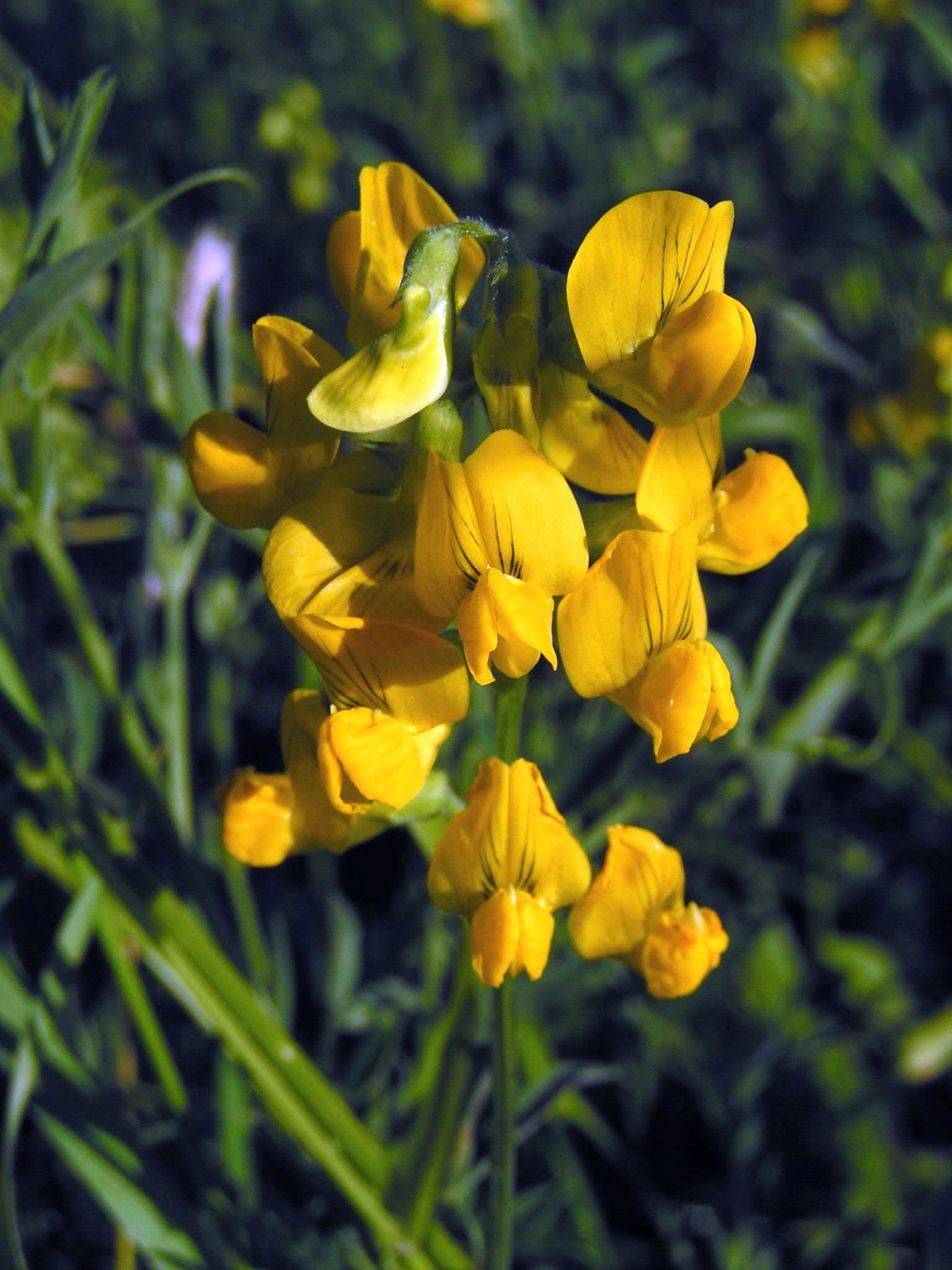
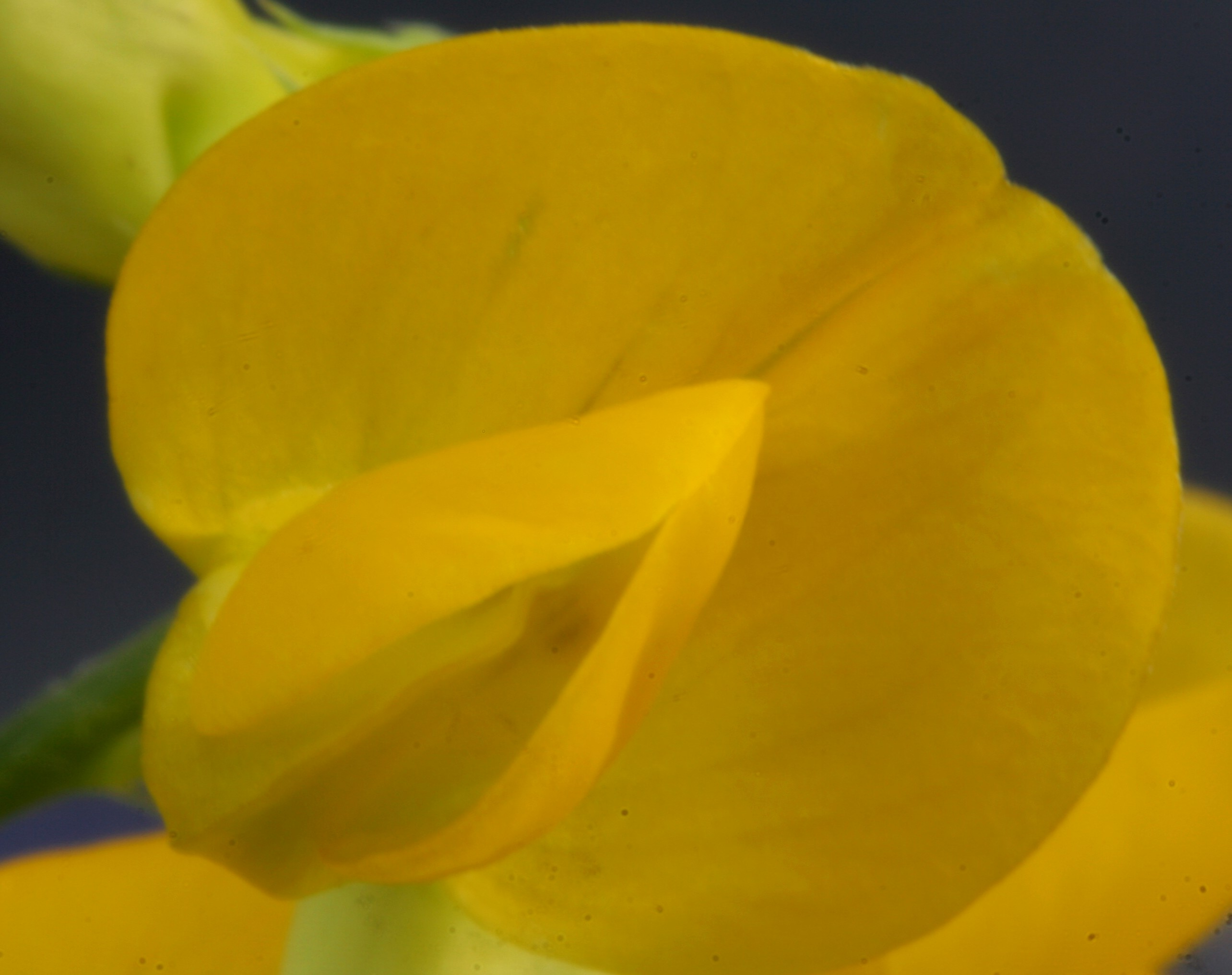
közelről
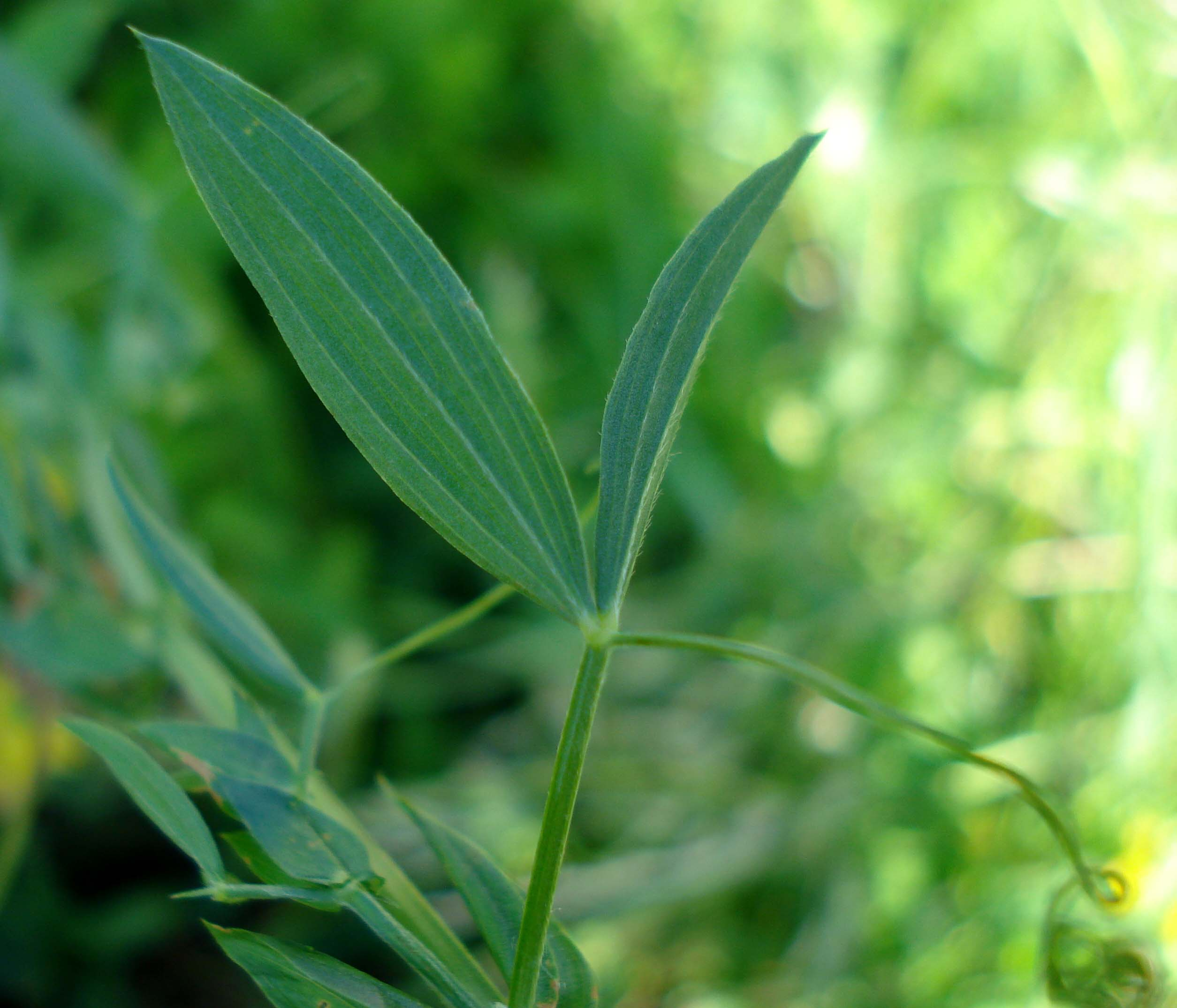
Levelei
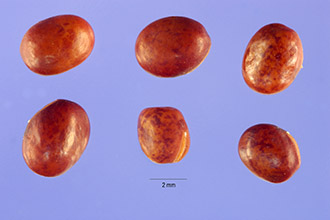
Magjai
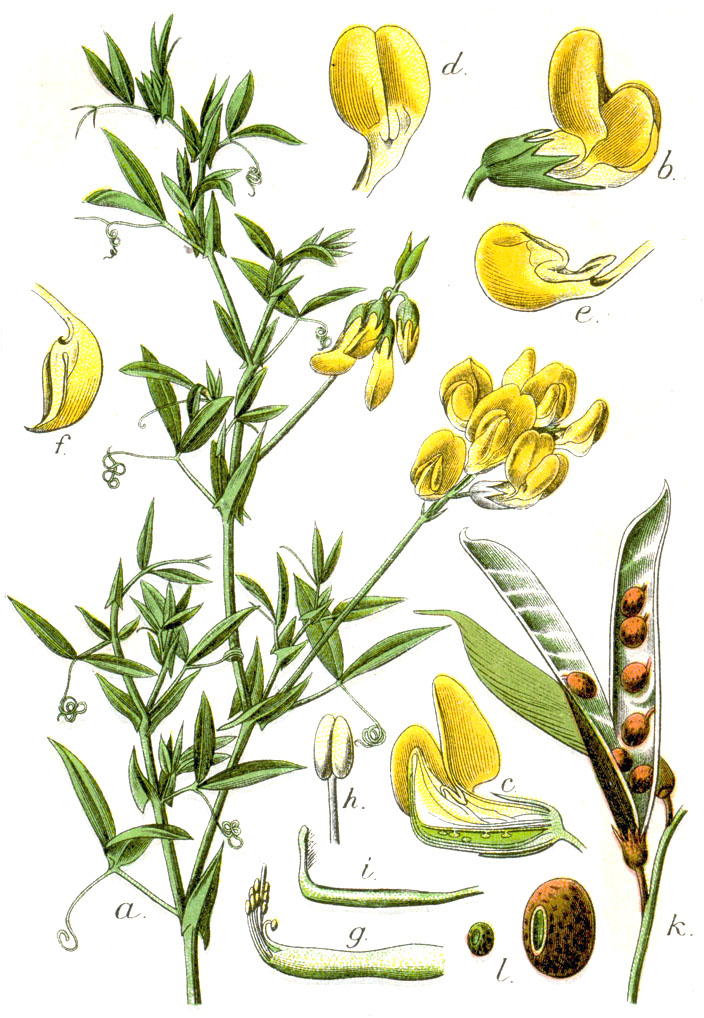
Rajzok
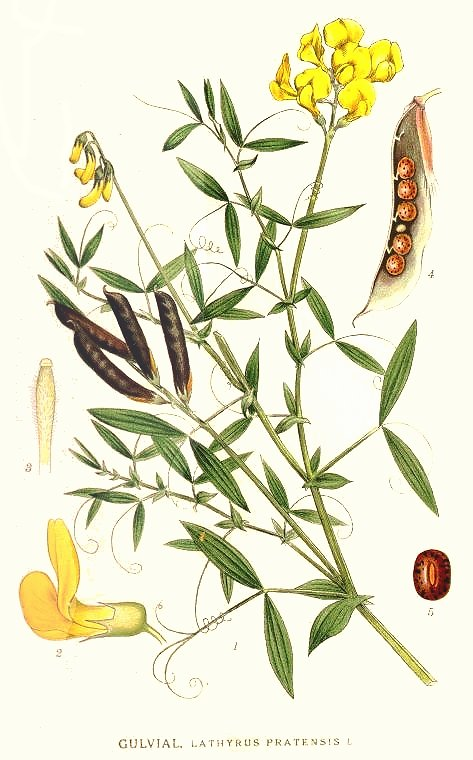
a növényről